# Ohzora Publishing
Ohzora Publishing, Inc. (яп. 宙出版), также Ohzora Shuppan — японское издательство, основанное 10 января 1990 года, лидер по выпуску дзёсэй-манги — комиксов для молодых женщин. Центральный офис компании расположен в Токио. Ohzora Publishing выпускает мангу, журналы манги и антологии комиксов. Её возглавляет Нобуо Китаваки (яп. 北脇信夫), также управляющий американским филиалом Ohzora — Aurora Publishing, который был создан в 2006 году. Aurora Publishing являлась официальным подразделением Ohzora в США до закрытия в апреле 2010 года. Офис компании находился в городе Торранс (Калифорния). После закрытия бывшие сотрудники Aurora Publishing основали новую компанию — Manga Factory.

## Журналы
- NextComic First (яп. NextComicファースト)
- Harlequin (яп. ハーレクインコミックス)
- Project X (яп. プロジェクトX The マガジン)
- Cool-B (яп. Cool-B)
- P-mate (яп. P-mate)
- Ozora Emi (яп. おおぞら笑コミックス)
- Divas (яп. DIVAS)